# オキナワスズムシソウ
オキナワスズムシソウ（別名タシロアイ、学名：Strobilanthes tashiroi）はキツネノマゴ科イセハナビ属の多年性草本。鹿児島県絶滅危惧I類。

## 特徴
高さ30–100 cm。茎は方形で稜があり有毛。茎の下部は倒伏し、節から根を下ろす。葉はやや細長く、長楕円形～披針形で粗い鋸歯縁、対生するが、一方の葉が小さい。葉裏は毛がやや密生する。花序は頂生または腋生し、花冠は漏斗状で筒部がねじれ、径2.5–3 cmほどの淡紫色で網目模様はやや不明瞭。花期は1–3月で毎年開花する。萼は花冠の1/3より長く、基部近くまで切れ込む。
同属のコダチスズムシソウと類似するが、コダチスズムシソウは葉幅が広く、茎や葉裏がほぼ無毛で萼が短い点などでオキナワスズムシソウと異なる。
コノハチョウ幼虫の食草として知られる。

## ギャラリー
オキナワスズムシソウ
（2025年2月 沖縄県名護市 名護城公園にて撮影）
- 草姿
- 茎は稜があり有毛
- 葉裏は有毛
- 萼は長く、基部近くまで切れ込む
- 6裂する花もある

## 分布と生育環境
鹿児島県奄美群島（喜界島および沖永良部島）と沖縄諸島（沖縄本島および久米島）に分布する。常緑樹林の林縁や林下に生育する。

## 分類について
オキナワスズムシソウはコダチスズムシソウS. glanduliferaやアリサンアイS. flexicaulisと形態が類似し、違いは毛の有無だけであり同一種内の変種扱い（S. flexicaulis var. tashiroi）が妥当とされたこともあったが、萼長等の形態の違いに加え、コダチスズムシソウは6年に1度一斉開花する1回繁殖型多年生植物であること等の生態的差異から、現在では別種とされる。
オキナワスズムシソウの学名については、YListではS. tashiroiを標準、S. flexicaulis var. tashiroiおよびParachampionella tashiroiの2つをシノニムとしているが、POWOでは山崎（1991）と同様の見解をとり、S. tashiroiをS. flexicaulis var. tashiroiのシノニム（アリサンアイS. flexicaulisの変種）としている。本稿におけるオキナワスズムシソウの学名表記は前者のYListなどに従った。